# 薩米特 (加利福尼亞州聖塔克魯茲縣)
薩米特（英語：Summit）是位於美國加利福尼亞州聖塔克魯茲縣的一個非建制地區。該地的面積和人口皆未知。.

## 地理
薩米特的座標為37°07′56″N 121°58′46″W / 37.13222°N 121.97944°W，而該地的平均海拔高度為551米（即1808英尺）。